# 夏凪せいあ
夏凪 せいあ（なつなぎ せいあ、7月18日 - ）は、元宝塚歌劇団月組の男役。
大阪府大阪狭山市、市立狭山中学出身。身長170cm。愛称は「せーあ」。

## 来歴
2016年4月、宝塚音楽学校入学。
2018年4月、宝塚歌劇団に104期生として入団。入団時の成績は26番。星組宝塚大劇場公演『ANOTHER WORLD／Killer Rouge』で初舞台。その後、月組に配属。
2021年11月3日、『川霧の橋 -山本周五郎作「柳橋物語」「ひとでなし」より-／Dream Chaser -新たな夢へ-』千秋楽をもって、宝塚歌劇団を退団。

## 主な舞台

### 初舞台公演
- 2018年4月～6月、 『ANOTHER WORLD／Killer Rouge』（宝塚大劇場のみ）

### 月組配属後
- 2018年8月～11月、『エリザベート -愛と死の輪舞-』
- 2019年1月、『ON THE TOWN』（東京国際フォーラム）
- 2019年3月〜6月、 『夢現無双 -吉川英治原作「宮本武蔵」より-／クルンテープ　天使の都』新人公演：草薙天鬼（本役：空城ゆう）
- 2019年7月～8月、『ON THE TOWN』（梅田芸術劇場メインホール）コニーアイランドの客
- 2019年10月〜12月、『I AM FROM AUSTRIA -故郷は甘き調べ-』新人公演：ヤン（本役：朝霧真）
- 2020年2月〜3月、『赤と黒 -原作　スタンダール-』（御園座）貴族男
- 2020年9月～2021年1月、『WELCOME TO TAKARAZUKA -雪と月と花と-／ピガール狂騒曲 〜シェイクスピア原作「十二夜」より〜』
- 2021年5月～8月、『桜嵐記／Dream Chaser』
- 2021年10月～11月、『川霧の橋 -山本周五郎作「柳橋物語」「ひとでなし」より-／Dream Chaser -新たな夢へ-』（博多座）久造　退団公演